# Aeropuerto Los Tacariguas

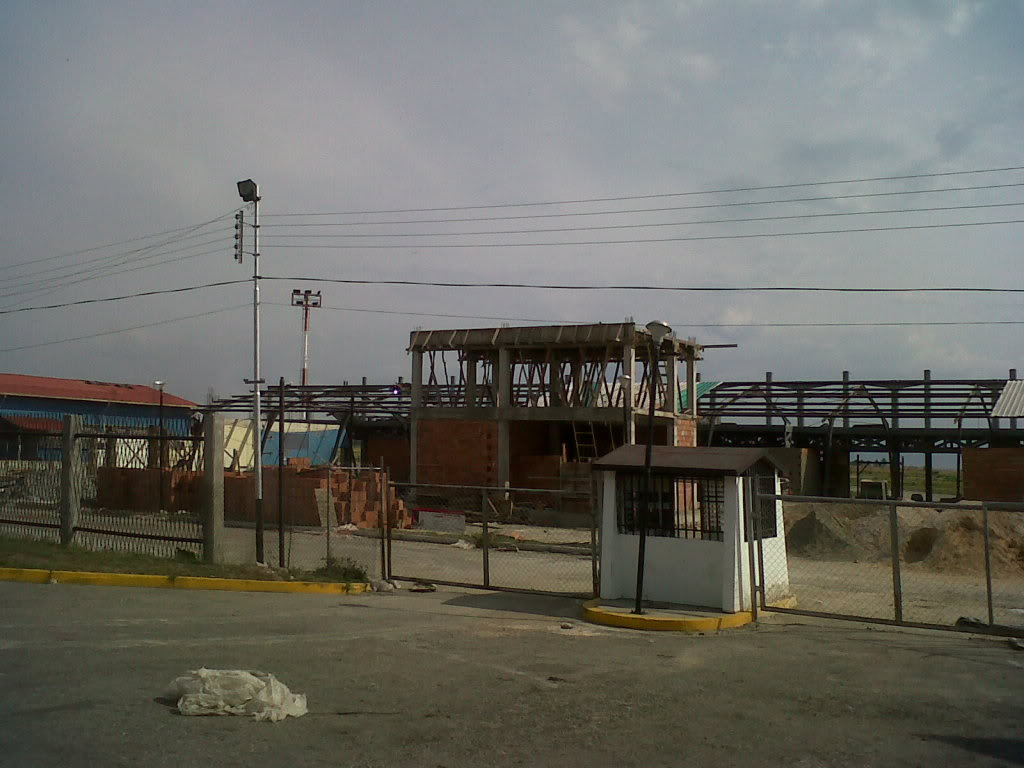
Obras en marzo de 2011

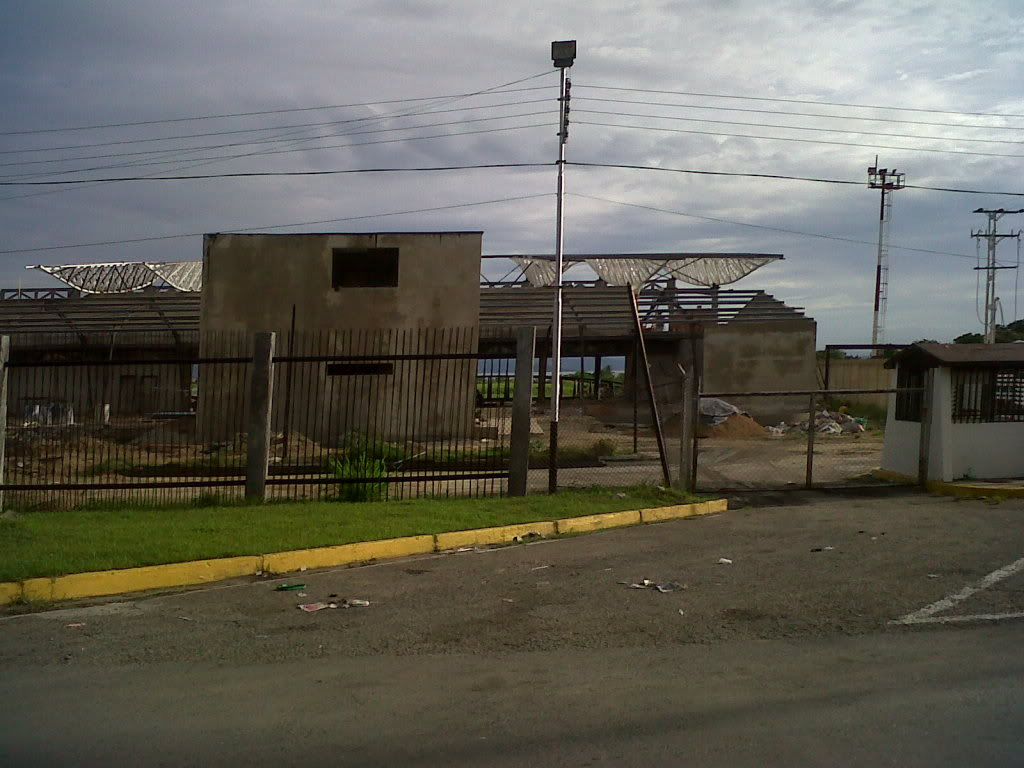
Obras en septiembre de 2011

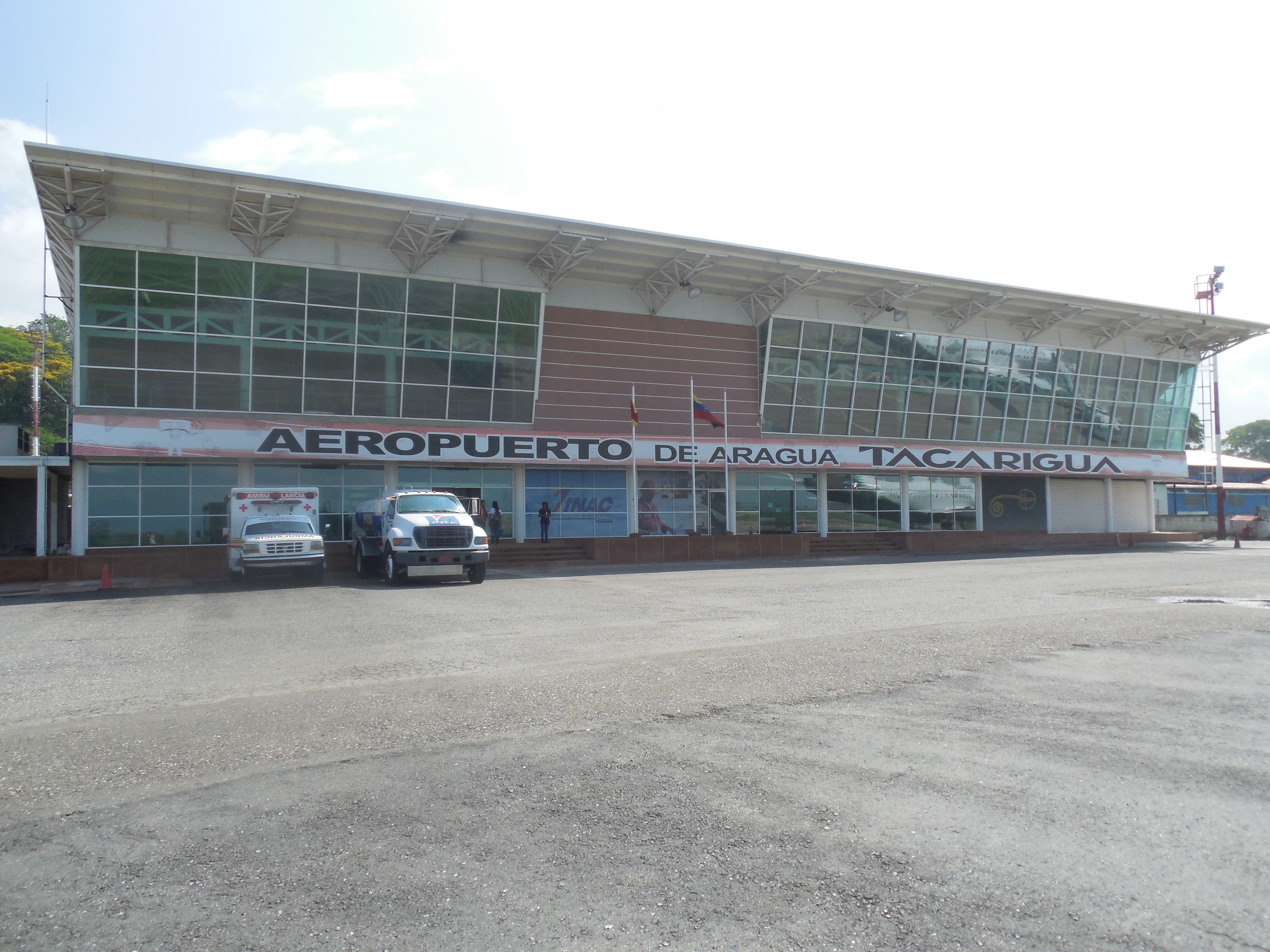

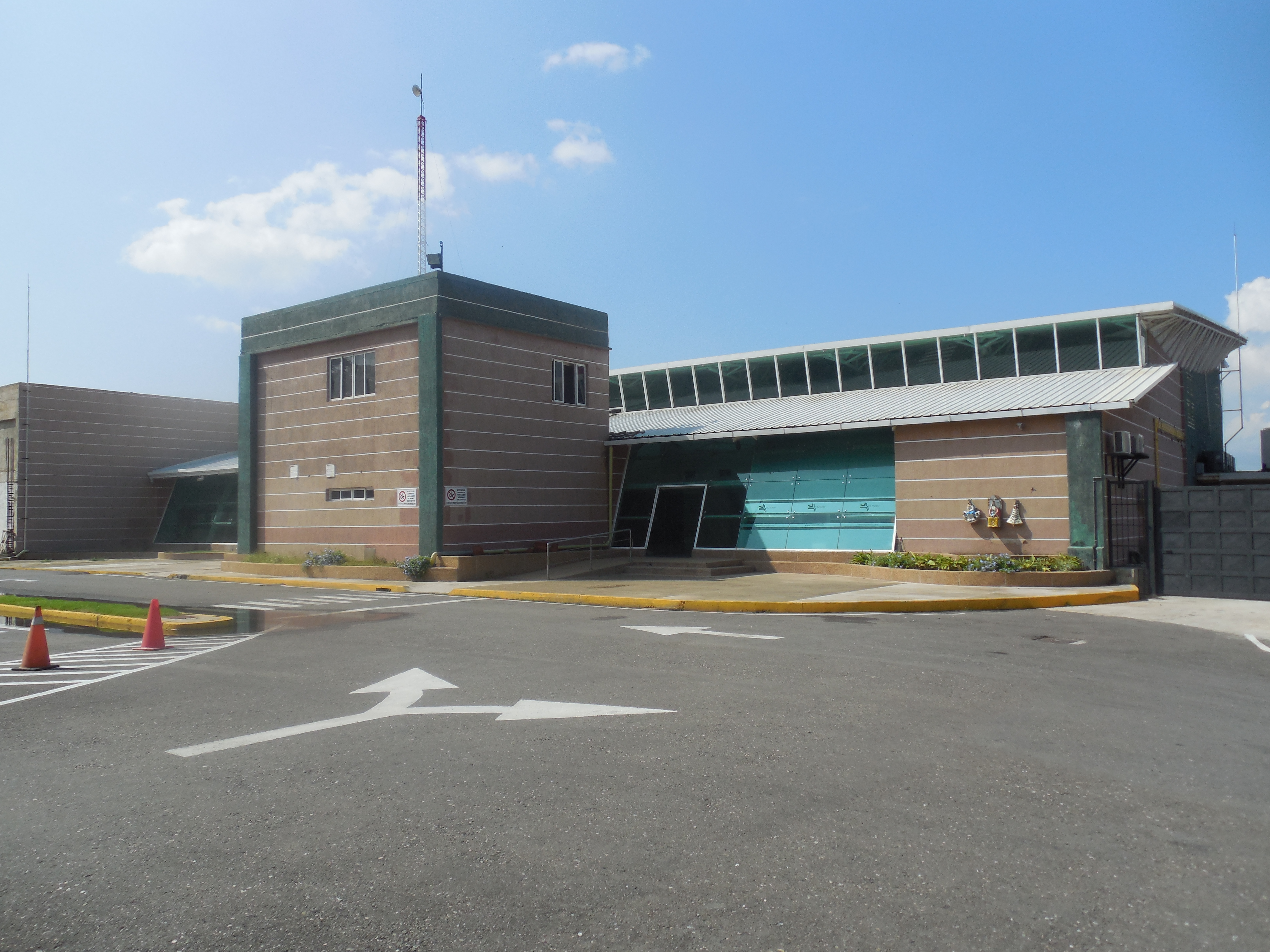
Entrada al terminal aéreo

En la Base Aérea Mariscal Sucre, se encuentra el Servicio Autónomo Bolivariano Aeropuerto de Aragua Tacarigua, anteriormente Servicio Autónomo Aeropuerto de Aragua Florencio Gómez, es un aeropuerto comercial nacional y base militar que sirve a la ciudad de Maracay, estado Aragua. Fue abierto a la población civil en noviembre de 2010 para brindar una alternativa aérea a los habitantes de Aragua, quienes anteriormente debían recurrir a Valencia o Caracas para tomar enlaces aéreos.
Actualmente funciona solo Albatros Airlines, una aerolínea que ofrece vuelos a Porlamar y a Los Roques a bordo de aviones Cessna 208 y Embraer 120; sin embargo Rutaca, Conviasa, Estelar y Avior han mostrado interés en operar desde este terminal una vez que las obras de remodelación concluyan.
Históricamente, allí es el lugar donde nació la primera aerolínea del país era Aeropostal desde el año 1929 y también allí radicó la aerolínea francés es el Air France (antes se llamaba Compagnie Aeropóstàle Française) durante las dos guerras mundiales y permaneció hasta el año de 1945 tras finalizar la Segunda Guerra Mundial, ésta se cambió a la sede actual en París, Francia.

## Remodelación
En 2011 el gobernador Rafael Isea anunció la remodelación y reactivación del Aeropuerto Nacional Florencio Gómez, el cual por mucho tiempo estuvo en estado de abandono. El objeto de la remodelación es incrementar en un 50% el turismo en la región e independizar el servicio aéreo de la ciudad de Maracay del Aeropuerto Internacional Arturo Michelena.

## Aerolínea y destino
| Destinos por aerolínea                 | Destinos por aerolínea              |
| SAFAV                                  |                                     |
| Aerolínea                              | Ciudad                              |
| -------------------------------------- | ----------------------------------- |
| Albatros Airlines 2 destinos           | Nacionales (2): Barcelona, Porlamar |
| SAFAV                                  | Nacionales                          |
| Total: 2 destinos, 1 país, 1 aerolínea |                                     |

### Destino Nacional
| Ciudades                            | Nombre del aeropuerto                                    | Aerolíneas        | Frecuencias |
| ----------------------------------- | -------------------------------------------------------- | ----------------- | ----------- |
| Anzoátegui - Barcelona              | Aeropuerto Internacional General José Antonio Anzoátegui | Albatros Airlines | 2           |
| Nueva Esparta - Porlamar            | Aeropuerto Internacional del Caribe Santiago Mariño      | Albatros Airlines | 2           |
| Dependencias Federales - Los Roques | Aeropuerto de Los Roques SVRS                            |                   |             |

Aeronaves:
- Albatros Airlines: E-120
- SHORT SD3-60

## Nacionales
- Albatros Airlines[1]
  - Los Roques / Aeropuerto Los Roques
  - Los Roques / Aeropuerto Los Roques vía CCS
  - Porlamar / Aeropuerto Internacional del Caribe Santiago Mariño